# جينا ك. موران
جينا ك. موران (بالإنجليزية: Jenna K. Moran)‏ هي مؤلفة لعب ‏ أمريكية، ولدت في 3 مارس 1972.